# Alaska (Between the Buried and Me)
Alaska è il terzo album in studio del gruppo musicale statunitense Between the Buried and Me, pubblicato il 6 settembre 2005 dalla Victory Records.

## Descrizione
Questo album presenta grandi differenze stilistiche rispetto agli album pubblicati in precedenza, infatti, in tracce come Selkies: The Endless Obsession, vi si ascoltano cambiamenti improvvisi da un growl accompagnato da strumenti "impazziti" ad una voce pulita accompagnata da una chitarra blues ed una batteria rilassante.

## Tracce
1. All Bodies – 6:12
2. Alaska – 3:58
3. Croakies and Boatshoes – 2:23
4. Selkies: The Endless Obsession – 7:23
5. Breathe in, Breathe Out – 1:05
6. Roboturner – 7:08
7. Backwards Marathon – 7:08
8. Medicine Wheel – 4:18
9. The Primer – 4:46
10. Autodidact – 5:31
11. Laser Speed – 2:54

## Formazione
- Tommy Giles Rogers Jr. – voce, tastiera
- Paul Waggoner – chitarra
- Dustie Waring – chitarra
- Dan Briggs – basso
- Blake Richardson – batteria, percussioni

Produzione
- Between the Buried and Me – produzione
- Jamie King – produzione, ingegneria del suono
- Matthew Ellard – produzione, missaggio
- Kris Smith – assistenza tecnica
- Alan Douches – mastering